# Anto Domazet
Anto Domazet (* 30. April 1947 in Verd, Jugoslawien, heute zur Gemeinde Vrhnika, Slowenien) ist ein bosnischer Ökonom und Politiker (Socijaldemokratska partija Bosne i Hercegovine).

## Leben
Anto Domazet ging in Doboj zur Schule. 1969 schloss er sein Studium der Wirtschaftswissenschaften an der Universität Belgrad mit Diplom ab. Ab 1969 bis 1987 war er im Management der Ölraffinerie Budućnost in Modriča beschäftigt, ab 1980 als stellvertretender Generaldirektor. Nebenher absolvierte er 1973 bis 1977 ein Postdiplomstudium im Bereich Marketing an der Josip-Juraj-Strossmayer-Universität Osijek, wo er auch 1986 mit einer Arbeit über Wachstumsstrategien für Großunternehmen promoviert wurde. Von 1987 bis 1997 arbeitete Domazet für Energoinvest in Sarajevo sowie für deren Tochterunternehmen Energopetrol. Seit 1997 ist er ordentlicher Professor für Marketing an der Wirtschaftswissenschaftlichen Fakultät der Universität Sarajevo.
Er gehörte seit 1965 dem Bund der Kommunisten Jugoslawiens an, heute ist er Mitglied der SDP, in deren Vorstand er 2004 gewählt wurde. Von 2001 bis 2003 war er Schatzminister von Bosnien und Herzegowina (Ministar trezora institucija BiH). Als sein Parteifreund Zlatko Lagumdžija im Februar 2012 Außenminister wurde und sein Abgeordnetenmandat aufgab, rückte Domazet für diesen nach und gehört seither dem Abgeordnetenhaus von Bosnien und Herzegowina an.